# Stances sur la mort de son père

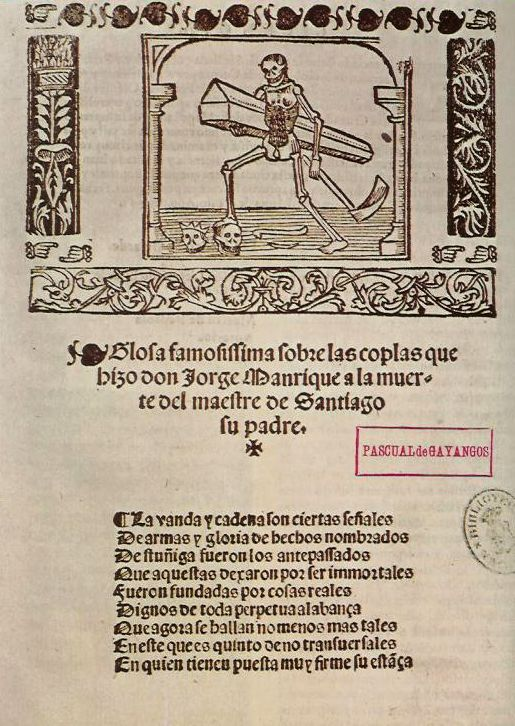
Première page des Coplas de Jorge Manrique.

Stances sur la mort de son père (en castillan Coplas por la muerte de su padre) est une élégie de Jorge Manrique écrite en castillan au XVe siècle. Ces Stances ont été considérées comme « un magnifique poème [qui] surpasse infiniment tout ce qui a été fait avant lui [et] un véritable monument littéraire pour l'Espagne. »

## Traductions en français
Les Coplas ont été traduites par Guy Lévis Mano (Coplas, Éditions GLM, 1962), puis par Guy Debord (Stances sur la mort de son père, Champ libre, 1980, réédition Le Temps qu'il fait, 1996). Dans une postface à sa traduction, Guy Debord, ignorant l'existence de la traduction de Guy Lévis Mano, considère comme « un fait assez curieux que ce poème, très connu en Espagne, soit resté ignoré en France, à l'exception des quelques fragments qui furent publiés quatre ou cinq seulement depuis le XIXe siècle, qui sont généralement les mêmes et presque toujours médiocrement adaptés ». Il justifie sa traduction, alors qu'il « n'est à aucun degré un hispanisant », par l'estimation qu'il « vaut mieux cesser d'en attendre une ». Ayant pris connaissance en 1985 de la traduction de Guy Lévis Mano, il la juge « plus littérale (à quelques malheureuses exceptions) », estimant la sienne « plus fidèle ». Serge Fauchereau a publié une traduction en 2005 aux éditions Séquences. Michel Host, une autre en 2011 aux Éditions de l'Atlantique.